# Katharine Viner
Katharine Sophie Viner, född i januari 1971, är en brittisk journalist och dramatisk författare. Hon utnämndes till The Guardians första kvinnliga chefredaktör 1 juni 2015 efter Alan Rusbridger. Viner ansvarade tidigare för The Guardians webbredaktioner i Australien och USA 